# Despotovac (općina)
Despotovac (općina) (srpski: Општина Деспотовац) je općina u Pomoravskom okrugu u Srbiji, oko 130 km južno od Beograda. 
Po popisu iz 2002., grad je imao 4.363, a općina 25.611 stanovnika.
U općini se nalaze naselja 
Balajnac,
Beljajka,
Bogava,
Brestovo,
Bukovac,
Despotovac,
Dvorište,
Grabovica,
Grčko Polje,
Jasenovo,
Jelovac,
Jezero,
Lipovica,
Lomnica,
Medveđa,
Miliva,
Panjevac,
Plažane,
Popovnjak,
Ravna Reka,
Resavica,
Senjski Rudnik,
Sladaja,
Stenjevac,
Trućevac,
Veliki Popović,
Vitance,
Vodna,
Vojnik,
Zlatovo i
Židilje
U općini se nalazi Manastir Manasija, jedan od najznačajnijih spomenika srpske srednjovjekovne kulture.

## Stanovništvo
Etnički sastav prema popisu iz 2002. godine.
- Srbi 24.529 	95,78%
- Vlasi 	427 	1,67%
- Romi 72 	0,28%
- Crnogorci 72 	0,28%
- Jugoslaveni 63 	0,25%
- Muslimani 41 	0,16%
- Rumunji 38 	0,15%
- Hrvati 35 	0,14%
- Makedonci 30 	0,12%
- Slovenci 14 	0,05%
- Albanci 13 	0,05%
- Bugari 	10 	0,04%